# Christian Frederik Holm (officer)
 Der er flere personer med dette navn, se Christian Frederik Holm.
Christian Frederik Holm (5. juli 1851 på Sophienberg ved Nyborg – 30. august 1926) var en dansk officer.

## Karriere
Han var søn af orlogskaptajn Peter Christian Holm og hustru Louise Margrethe født Hetsch (datter af G.F. Hetsch) og blev student fra Borgerdydskolen på Christianshavn 1869. Modsat sin far, som havde været chef for fregatten Jylland under 2. Slesvigske Krig, og som døde af tyfus 1864, valgte C.F. Holm en karriere i Hæren. Han blev sekondløjtnant i artilleriet 1872, premierløjtnant 1875, kaptajn 1883, oberstløjtnant 1896, oberst 1905 og ansat som stabschef ved artillerigeneralen.

## Artillerigeneral
Tre år senere, den 15. maj 1908, blev han chef for 1. artilleriregiment, og i denne stilling håbede Holm, at han skulle ende sin militære løbebane. Blot få måneder senere døde imidlertid Holms overordnede, artillerigeneral Valdemar Raabye, ganske pludseligt, og det blev besluttet, at Holm skulle overtage stillingen. Holm blev altså generalmajor og generalinspektør for artilleriet 1908.
21. september 1910 var C.F. Holm på besøg i Le Havre, Frankrig hos våbenproducenten Schneider & Cie. (Companie). Her blev han præsenteret for en 75 mm kanon. Men Holm bestilte i stedet et antal 29 cm kysthaubitsere hos Schneider & Cie., som skulle være klar i god tid før et eventuelt europæisk krigsudbrud. Af de bestilte haubitsere var tre blevet prøveskudt og var klar til aflevering, før 1. verdenskrig brød ud i 1914. Men ordren blev ikke leveret, da det viste sig i de første måneder af krigen, at den franske hær i meget høj grad manglede svært artilleri, og de i ordren resterende haubitsere blev derfor beslaglagt af den franske hær til eget forsvar og blev angiveligt senere brugt i forsvaret af Verdun. 

## Under 1. verdenskrig
Under 1. verdenskrig var Holm chef for Artillerikommandoen, men mange af de forslag, som han fremsatte, blev ikke til virkelighed; måske fordi de til tider var for ambitiøse. I 1914 var C.F. Holm dog arkitekten for Tunestillingen, som blev etableret i erkendelse af, at Københavns Befæstning ville kunne bombarderes med moderne artilleri på lang afstand, og at frontlinjen nødvendigvis måtte forskydes længere ud i periferien af Sjælland.
Holms dom over det eksisterende artilleri i København lød: "...at Skytset er tungt og langsomt at betjene og derfor langsomt skydende, og at dets Rækkevidde er meget for kort. Navnlig denne sidste Mangel maa Armeartillerikommandoen betegne som højst betænkelig for hele Forsvaret, idet den kan medføre den artilleristiske Kampsituation, at det fjendtlige Angrebsartilleri uden i fjerneste Maade at blive forulempet af Forsvarsartilleriet kan beskyde Fæstningsværkerne og med de mest langtrækkende Kanoner tillige større Dele af Fæstningsbyen..." For at forbedre artilleriets kampsituation foreslog Holm, at staten erhvervede 92 moderne svære pjecer, henholdsvis 36 kanoner og 56 haubitsere. Dernæst fremhævede Holm, at felthæren ligeledes manglede svært skyts, men her kunne man slå to fluer med et smæk ved at gøre en del af de 92 pjecer mobile og delvist mobile, så skytset også kunne anvendes på åben mark. Holms forslag var dog temmelig urealistisk, for det var ikke muligt at anskaffe så mange pjecer fra våbenfabrikkerne i Europa i krigstid.

## Efter krigen
Efter 1917 forlod han Hæren, og Holm virkede senere som formand for Foreningen af Officerer udenfor aktiv Tjeneste. Tabet af sin hustru i 1922 tog dog hårdt på generalen, og da ægteskabet havde været barnløst, blev han en ensom mand. Holm blev dernæst ramt af længerevarende sygdom, og han døde den 30. august 1926 og blev efter eget ønske begravet i stilhed på Garnisons Kirkegård.
Holm blev i sin nekrolog beskrevet som en retlinet, rank og retsindig personlighed, arbejdsom og utrættelig i tjenesten, samt en dygtig og erfaren officer med stort kendskab til tjenestens detaljer. Holm var Kommandør af 1. grad af Dannebrogordenen og Dannebrogsmand.
Han var gift med Thora Jensine Christiane f. Christensen (13. februar 1860 i Odense – 1922), datter af grovsmedemester Jens Emilius Christensen og Rasmine Emilie Caroline Christensen.